# 屈利勞尼鄉紳
約翰·屈利勞尼鄉紳（英語：Squire John Trelawney）是蘇格蘭作家羅伯·路易斯·史蒂文生的冒險小說《金銀島》中的虛構人物。他是英格蘭一個莊園的地主，由於其強烈愛國主義和急躁衝動的性格，而在整部小說中時常犯錯，包括被海盜約翰·西爾弗所蒙騙。外觀上，屈利勞尼被形容為身材高大，身高已超過六英尺，有著濃黑的眉毛。此外他的槍法也十分出色。

## 概述

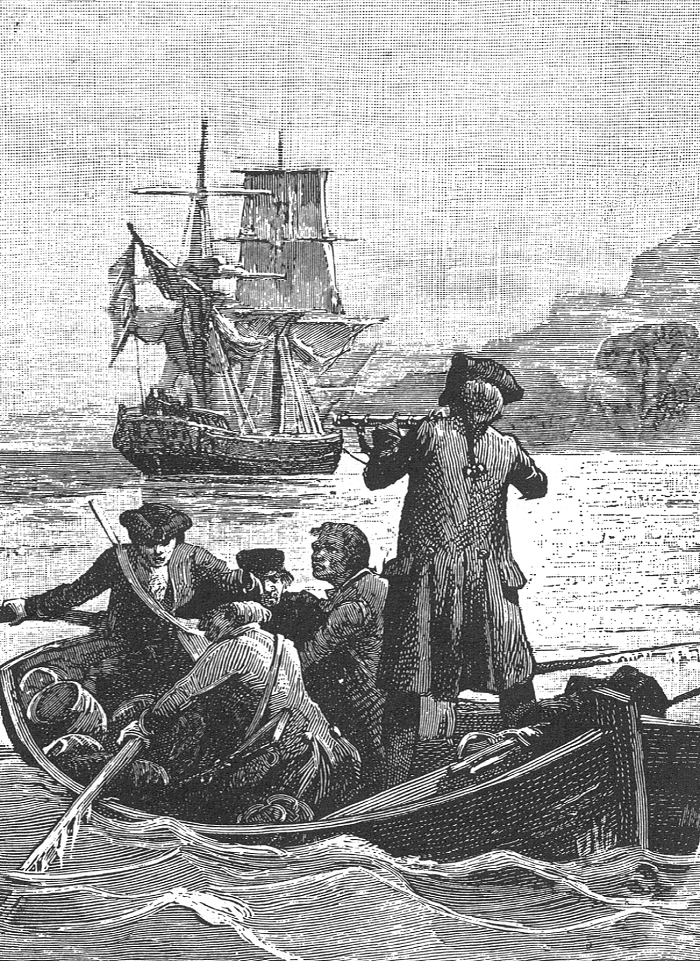
屈利勞尼鄉紳舉槍向船上的海盜射擊。George Roux的插圖

當少年吉姆·霍金斯將意外得來的藏寶圖交給屈利勞尼鄉紳和李甫西大夫後，他們兩人隨即制定了一個出海尋寶的計畫。在老朋友勃蘭里德爾的幫助下，屈利勞尼負責為這次遠征籌集資金，他前往布里斯托爾碼頭買下了伊斯班歐拉號，讓亞歷山大·斯摩列特作為船長；同時他也聽信約翰·西爾弗所言，雇請了一批海盜作為船員。雖然李甫西大夫曾再三叮嚀屈利勞尼要對尋寶的事情保密，但不能守口如瓶的屈利勞尼最終還是無意間洩漏了秘密，使每個船員都知道這次出航的真正目的地。
在海盜船員集體發動叛變時，屈利勞尼鄉紳和李甫西及其他人逃到了荒島上。之後他們陰差陽錯地從被放荒攤的水手本·甘恩那裡得到了寶藏，最終擊敗了西爾弗等一干海盜。

## 外部連結
- 屈利勞尼鄉紳角色分析 （页面存档备份，存于）（英文）